# 高久光雄
高久 光雄（たかく みつお、1946年3月31日 - 2024年5月28日）は、日本の音楽ディレクター、音楽プロデューサー、経営者。血液型B型。

## 経歴
東京都大田区出身。祖父は実業家、父はマンドリン奏者の高久肇という家に育つ。明治学院大学経済学部卒業後、日本コロムビアに入社し、エイプリル・フールなどをプロデュース。1971年に、CBS・ソニーのEPIC班に移り、音楽ディレクターとして、ミッシェル・ポルナレフ、矢沢永吉、プロデューサーとして、南佳孝などを、次々にヒットさせる。その後、キティMME、ユニバーサル インターナショナル、ドリーミュージックなどの社長兼CEOを経て相談役。日本レコード協会監事。
2024年5月28日、夕暮れ前に78歳で永眠。

## エピソード
- 矢沢永吉の楽曲「Mr.T」のモデルとしても知られる。
- ミシェル・ポルナレフのヒット曲「シェリーに口づけ」という邦題は高久の考案によるもの（「ウル12号」（ペヨトル工房）所収「シェリーの言いわけ」より）。

## 主な担当アーチスト
- エイプリル・フール
- ミッシェル・ポルナレフ
- 矢沢永吉
- 南佳孝